# Le Goûter des généraux
Le Goûter des généraux est une pièce de théâtre écrite par Boris Vian en 1951. Toutefois, ce n'est qu'en 1962, après son décès, que la pièce a été publiée par le Collège de 'Pataphysique et elle sera jouée pour la première fois en 1964, d'abord en allemand, puis en 1965 pour sa version originale en français.
Cette pièce en trois actes, écrite juste après la Seconde Guerre mondiale, est une comédie antimilitariste, fable absurde sur les institutions de l'armée, sur l'asservissement de l'intelligence humaine à la logique de la guerre.

## Résumé
Boris Vian met en scène quatre généraux nostalgiques du régime de Vichy et du maréchal Pétain, qui se préparent à une guerre voulue par le président du Conseil Léon Plantin. Le général James Audubon Wilson de la Pétardière Frenouillou se voit confier l'organisation de cette guerre destinée à rétablir l'équilibre économique puisque, catastrophe, la production industrielle et la production agricole vont pour le mieux simultanément. Il organise alors un goûter dans son quartier général pour en régler les modalités, ce qui s'avère particulièrement complexe. Toutefois, une fois que les militaires se trouvent couverts par les civils, on trouve toute sorte d'arrangements pour permettre que se déroule la guerre. On convoque même l'Église qui donne son assentiment. Il reste néanmoins un problème de taille : contre qui faire cette guerre ?
Le président du Conseil convoque donc les attachés militaires américain, soviétique et chinois pour savoir quel adversaire aura la France. L'attaché militaire chinois n'est pas contre l'idée d'une guerre sino-française, mais refuse du fait de la distance entre les deux pays[style à revoir]. Et Américains et Soviétiques ne peuvent donner une suite favorable, ayant déjà pris un « engagement autre part ». L'Allemagne, désormais dans le même camp, le Royaume-Uni, du fait d'une « désastreuse politique d'entente », ou l'Italie ne constituent pas de meilleurs candidats, puisque dans le dernier cas, « il faut être deux pour combattre ». C'est finalement le représentant chinois qui trouve l'idée : déclarer la guerre aux colonies nord-africaines, notamment le Maroc et l'Algérie. Dès lors, les États du Nord, sous couvert de la responsabilité française, veulent bien participer, les uns pour essayer leurs nouveaux chars, les autres pour asseoir leur nouveau rôle de puissance mondiale.
Mais, cette guerre est une mascarade. Sur un front statique, on n'entend jamais le canon. Pour se détendre un peu, avec les attachés militaires en visite, on organise des réjouissances, histoire de tromper l'ennui. Un nouveau goûter et une partie de roulette russe pour égayer l'ambiance donnent une fin absurde à la pièce.

## Distribution
- 1965 : Théâtre de la Gaîté-Montparnasse
- Metteur en scène : François Maistre

- André Thorent : le Général James Audubon Wilson de la Pétardière
- Odette Piquet : Madame de la Pétardière
- Hubert de Lapparent : le Général Juillet
- Claude Evrard : le Général Lanvers de Laveste
- Raoul Billerey : le Général Dupont d'Isigny
- Jacques Ferrière : Léon Plantin
- Paul Crauchet : Monseigneur Roland Tapecul
- Martin Trévières : le Général Korkiloff
- Van Doude : le Général Jackson
- François Robert : le Général Ching Ping Ting
- Henriette Conte : Francine, secrétaire de Plantin

## Citation
« Dire des idioties, de nos jours où tout le monde réfléchit profondément, c'est le seul moyen de prouver qu'on a une pensée libre et indépendante ».